# Tatia boemia
Tatia boemia es una especie de pez de la familia Auchenipteridae en el orden de los Siluriformes.

## Morfología
• Los machos pueden llegar alcanzar los 6,9 cm de longitud total.

## Reproducción
Alcanza la madurez sexual cuando llega a los 5,24 cm de longitud.

## Distribución geográfica
Se encuentran en Sudamérica: cuenca del río Uruguay.